# Ungdommens folkemøde
Ungdommens Folkemøde er et årligt arrangement afholdt af Ungdomsbureauet. Folkemødet er en demokratifestival, hvor unge i fællesskab med meningsdannere, beslutningstagere og samfundsaktører kan debattere, diskutere og blive hørt. Festivalen blev afholdt for første gang i 2016. I 2021 afholdes Ungdommens Folkemøde den 8. og 9. september i Valbyparken.
Siden 2016 har Ungdommens Folkemøde været en demokratisk vitaminindsprøjtning til den danske ungdom. Ambitionen er at være bindeleddet mellem unge og beslutningstagere. Gennem workshops, sceneindslag og dialog ønsker Ungdommens Folkemøde at styrke unges demokratiske selvtillid.

## Historie
Ungdommens Folkemøde (UFM) har været afholdt i september 2016, 2017, 2018, 2019 og 2020. Ungdomsbureauet, der er iniativtagerne, tog udgangspunkt i Ungdomsbureauets ungdomsmøde, der fandt sted i 2013, 2014 og 2015 i forbindelse med Folkemødet i Allinge. Her sejlede 150 unge til Christiansø for at debattere unge imellem. I sommeren 2014 begyndte bureauet at overveje mulighederne om at flytte mødet til København og rykke arrangementets dato til udenfor eksamensperioden, så folkemødet kunne favne flere.
I 2016 afholdtes det første af ungdommens folkemøder i Søndermarken i Frederiksberg. Det blev en succes med omkring 15.000 deltagere og 40 forskellig organisationer. Året efter regnedes 20.000 unge at deltage, mens der blev stillet 72 stadepladser op. I 2018 udvider man med en ekstra dag, så arrangementet forløb over torsdag, fredag og lørdag. 23.000 mennesker deltog i folkemødet, 74 stadeholdere, flere end 500 events hvor flere fandt sted på de fire officielle scener. I 2018 blev folkemødet flyttet til Valbyparken for at kunne udvide. I 2019 blev folkemødet afholdt torsdag og fredag, med 25.000 deltagere og 84 stadeholdere.
I 2020 blev Ungdommens Folkemøde, som følge af covid-19, afholdt som et onlineshow med gæster som bl.a. Kronprinsesse Mary, Søren Brostrøm og Rasmus Prehn. Ungdommens Folkemøde er tilbage som fysisk festival d. 8. - 9. september i Valbyparken.

## Samarbejdspartnere
Ungdommens Folkemøde er arrangeret af Ungdomsbureauet i samarbejde med Tuborg Fondet, Københavns Kommune, Roskilde Festival Foreningen, EU's program Erasmus+, Politiken-Fonden, Lauritzen Fonden, Spar Nord Fonden, Vanførefonden og Forlaget Colombus.
Derudover stiller følgende partier med tilhørende ungdomspartier op: Venstre, Socialdemokratiet, Socialistisk Folkeparti, Liberal Alliance, Radikale Venstre, Enhedslisten, Dansk Folkeparti, Det Konservative Folkeparti og Alternativet.
Også følgende liste af virksomheder og organisationer har en stand til UFM 2018.
- Aalborg Ungdomsskole
- Danmarks Almene Boliger
- Brandbjerg Højskole
- Brenderup Højskole
- Center for Ludomani
- Copenhagen Pride
- Cyklistforbundet
- DGI
- Den Rytmiske Højskole
- Danske gymnasieelevers sammenslutning
- Dansk Boldspil Union - København
- Dansk-Arabisk Partnerskabsprogram
- Dansk Industri
- Dansk Vegetarisk Forening
- Dansk Musiker Forbund
- Det kriminalpræventive Råd
- Dyrenes Beskyttelse
- En af os
- Europaparlamentet
- Europæisk Ungdom
- FN Byen
- fsb
- Folkebevægelsen mod EU
- Folkekirken
- Folketinget
- Fonden for Social Ansvar
- Forbrugerrådet TÆNK
- Forlaget Columbus
- FDF
- GAME
- Grundtvigs Højskole
- Høreforeningen
- Højskolerne
- Humanity in Action
- Headspace
- Happy Copenhagen
- HF og VUC København Syd
- Gymnasieskolernes Lærerforening
- Grænseforeningen
- Idrætshøjskolen Aarhus
- International Media Support
- Jødisk Informationscenter
- KABS Viden
- Kommunernes Landsforening
- Krogerup Højskole
- Københavns Kommunes Ungdomsskole
- Madfællesskaberne
- Mellemfolkeligt Samvirke
- Mino Danmark
- Livslinjen
- LifeMap
- Europabevægelsen
- Dansk Ungdoms Fællesråd
- Landsforeningen mod spiseforstyrrelser og selvskade
- Landbrug & Fødevarer
- LGBT+ Ungdom
- Movia
- Natteravnene
- Netværket af Ungdomsråd
- Next Uddannelse København
- Novavi Ung Revers
- FIC Ungdom
- Nyt Europa
- Nødhjælpens Ungdom
- Operation Dagsværk
- Statens Museum for Kunst
- Spillemyndigheden
- Sex og Samfund
- SEAS-NVE
- Røgfri Fremtid
- Roskilde festival
- RessourceCenter Ydre Nørrebro
- Politiet
- Styrelsen for Forskning og Uddannelse
- DR P3
- Sundhedsstyrrelsen
- TDC Group
- Transparency International
- Trygfonden
- US Embassy Denmark
- UU København
- Undervisningsministeriet
- Fuld af liv
- Vraa Højskole
- Ventilen Danmark
- Ungkræft
- Ungepanel
- Ungdomsøen
- Ungdommens Røde Kors
- UngAarlborg
- Den Skandinaviske Designhøjskole